# Lobengula
Lobengula Khumalo, trascritto in italiano anche come Lobenguela (1845 – gennaio 1894), è stato il secondo e ultimo re del popolo dei Ndebele (in inglese Matabele).
Tale popolazione, con un grado di civiltà paragonabile all'età del ferro, era stanziato in una regione geografica che oggi corrisponde al sud-ovest dello Zimbabwe. Nel 1870 Lobengula salì al trono del regno creato dal padre Mzilikazi, ma il suo periodo di governo fu caratterizzato da vicende molto travagliate che portarono alla perdita dell'indipendenza da parte del popolo Ndebele.

## Origini del popolo Ndebele
Mzilikazi, il padre di Lobengula, era un generale del re Shaka, capo del popolo Zulu stanziato nell'Africa del Sud. Negli anni venti del XIX secolo, Mzilikazi si ribellò a Shaka e, alla testa di un gruppo di circa 20.000 persone, migrò verso nord stanziandosi lungo il corso del fiume Vaal, dove la popolazione fuggita con Mzilikazi assunse la denominazione di Ndebele ovvero gente del nord.
In seguito, nel periodo compreso tra il 1836 e il 1838, per sfuggire alla minaccia degli Zulu, il popolo Ndebele si spostò prima verso Ovest e poi, dietro pressione degli Afrikaner, si trasferì ancora più a nord, oltre il fiume Limpopo, costituendovi uno Stato, con capitale a Bulawayo e sottomettendo i gruppi etnici locali, tra i quali figurano tribù di etnia shona. Tale regno nella lingua locale aveva il nome di Mthwakazi, che significa “qualcosa che è diventato grande al momento del concepimento”, ma che in seguito gli Inglesi chiameranno Matabeleland non riuscendo a pronunciare correttamente i termini Ndebele e Mthwakazi.

## Il difficile regno di Lobengula
In seguito alla morte di Mzilikazi, avvenuta il 9 settembre 1868 nei pressi di Bulawayo, si accese una disputa tra le varie fazioni del popolo Ndebele, e solo dopo numerosi scontri, spesso anche violenti, i capi dei guerriglieri, offrirono la corona a Lobengula, che era il figlio di una moglie minore di Mzilikazi.
Lobengula, che le cronache dei visitatori europei del tempo descrivono come un uomo obeso a causa di una dieta ricca di birra di miglio e carne, fu un re meno severo del padre e, consapevole della superiorità militare dei bianchi, cercò di limitare i contatti con i coloni europei.
Il suo regno fu segnato dalle lotte tra le fazioni interne del suo popolo e inoltre, la scoperta di importanti giacimenti minerali nei territori adiacenti e in particolare la scoperta dell'oro verso la fine degli anni 80 del XIX secolo nella vicina regione del Witwatersrand, fece sì che Lobengula fosse assalito da innumerevoli richieste di concessioni da parte di inglesi, portoghesi, tedeschi e afrikaner che avevano lo scopo di sottrarre il territorio al popolo Ndebele.
Al riguardo, tra gli episodi maggiormente significativi, va ricordata la stipula nel 1872 della cd. Concessione Tati con la quale Lobengula concesse a Sir John Swinburne nell'interesse del Protettorato del Bechuanaland (oggi Botswana), la sfruttamento dei minerali presenti nel distretto del fiume Tati.
Ancora più importante fu la stipula della cd. Concessione Rudd avvenuta il 30 ottobre 1888. In quel periodo, l'imprenditore e politico britannico Cecil Rhodes inviò un gruppo di agenti, guidati da un suo vecchio compagno di studi, tale Charles Dunnell Rudd, a negoziare col re Lobengula un accordo per lo sfruttamento dei minerali presenti nel regno dei Matabele. Dopo mesi di trattative, Rudd, riuscì a prevalere su altri concorrenti e a far sottoscrivere al re Lobengula un vero e proprio accordo truffaldino. Infatti, in base alla Concessione Rudd, in cambio di pochi e vecchi fucili, una modesta pensione in danaro, nonché di un vecchio battello a vapore, Lobengula riconobbe a Rhodes grandi diritti sul proprio territorio. In particolare fu previsto in favore di Rhodes lo sfruttamento esclusivo dei minerali del Matabeleland e come parte integrante di questo accordo era previsto che non fosse concesso alle altre potenze coloniali (portoghesi e boeri) il permesso di stabilirsi o di ottenere concessioni in Matabeleland e che gli inglesi avevano il potere di difendere questa esclusività con la forza.

## La sottomissione del popolo Ndebele
Ben presto Lobengula capì di essere stato ingannato e di aver aperto la strada all'invasione britannica del suo territorio e pertanto, cercò di disconoscere la validità della Concessione Rudd e di ostacolare la colonizzazione da parte degli inglesi i quali, il 12 settembre del 1890, si insediarono in una località che fortificarono e battezzarono col nome di Salisbury, in onore dell'allora Primo Ministro britannico, e che oggi è conosciuta come Harare, ed è la capitale dello Zimbabwe.
Nel novembre 1893, con il pretesto di punire una delle frequenti incursioni Ndebele contro gente appartenente al gruppo etnico degli Shona, stanziata nei pressi della colonia di Salisbury, forze britanniche della British South Africa Company (BSAC), una compagnia commerciale dotata di una sorta di esercito privato fondata nel 1889 da Cecil Rhodes, invasero il regno di Lobengula dando inizio alla cd. prima guerra matabele. Nel giro di poche settimane, grazie all'ausilio delle 
mitragliatrici Maxim, l'esercito della BSAC inflisse perdite devastanti all'esercito di Lobengula che era equipaggiato essenzialmente con assegai e vecchi fucili.
Bruciata e abbandonata la sua capitale, Lobengula si diede alla macchia e morì nel gennaio del 1894. Le cause della sua morte rimangono un mistero, si ritiene che Lobengula sia morto per il vaiolo, la dissenteria o qualche altra malattia contratta durante la fuga, ma una minoranza degli storici crede che il re si sia avvelenato per non essere catturato vivo dalle forze nemiche.
Con la sconfitta nella guerra e la morte del re, i Ndebele persero l'indipendenza e subito dopo, Cecil Rhodes divenne l'amministratore ufficiale dell'impero britannico nel territorio del Matabeleland il quale divenne una nuova colonia britannica col nome di Rhodesia. In seguito, nel 1896, ci sarà un tentativo di insurrezione dei Ndebele contro il dominio della British South Africa Company. Tale rivolta, conosciuta come Seconda Guerra Matabele, si concluderà con una nuova sconfitta dei Ndebele e la definitiva sottomissione del Matabeleland in provincia della Rhodesia.